# Capparis lasiantha
Capparis lasiantha là một loài thực vật có hoa trong họ Capparaceae. Loài này được R.Br. ex DC. mô tả khoa học đầu tiên năm 1824.